# Gouvernement Pedro Sanz II
 La Rioja
Sanz I Sanz III
Le gouvernement Sanz II est le gouvernement de La Rioja entre le 19 juillet 1999 et le 8 juillet 2003, durant la Ve législature du Parlement de La Rioja. Il est présidé par Pedro Sanz.

## Composition
| Fonction                                                                                      | Titulaire | Titulaire                                                           | Parti |
| --------------------------------------------------------------------------------------------- | --------- | ------------------------------------------------------------------- | ----- |
| Président                                                                                     |           | Pedro Sanz Alonso                                                   | PP    |
| Vice-présidente Conseillère aux Travaux publics, aux Transports, à l'Urbanisme et au Logement |           | María Aránzazu Vallejo Fernández                                    | PP    |
| Conseiller au Développement autonomique et aux Administrations publiques                      |           | Manuel Arenilla Sáez (jusqu'au 17/01/2002) Alberto Bretón Rodríguez | PP    |
| Conseiller aux Finances et à l'Économie                                                       |           | Juan José Muñoz Ortega                                              | PP    |
| Conseiller à l'Éducation, à la Culture et aux Sports                                          |           | Luis Ángel Alegre Galilea                                           | PP    |
| Conseiller à l'Agriculture, à l'Élevage et au Développement rural                             |           | Javier Erro Urrutia                                                 | PP    |
| Conseiller à la Santé et aux Services sociaux                                                 |           | Felipe Ruiz y Fernández de Pinedo                                   | PP    |
| Conseiller au Tourisme et à l'Environnement                                                   |           | Luis Torres Sáez-Benito                                             | PP    |